# 热尼萨克
热尼萨克（法語：Génissac，法語發音：[ʒenisak]）是法国吉伦特省的一个市镇，属于利布尔讷区。

## 地理
热尼萨克（44°51'30"N, 0°15'27"W）面积13.04 平方千米，位于法国新阿基坦大区吉倫特省，该省份为法国西南部沿海省份，是法國本土面积最大的省，北起滨海夏朗德省，西临大西洋，南至朗德省，东南接洛特-加龍省，东临多爾多涅省。
与热尼萨克接壤的市镇（或旧市镇、城区）包括：利布爾訥、阿韦尔、卡达尔萨克、穆隆、内里让、蒂扎克德屈尔通。

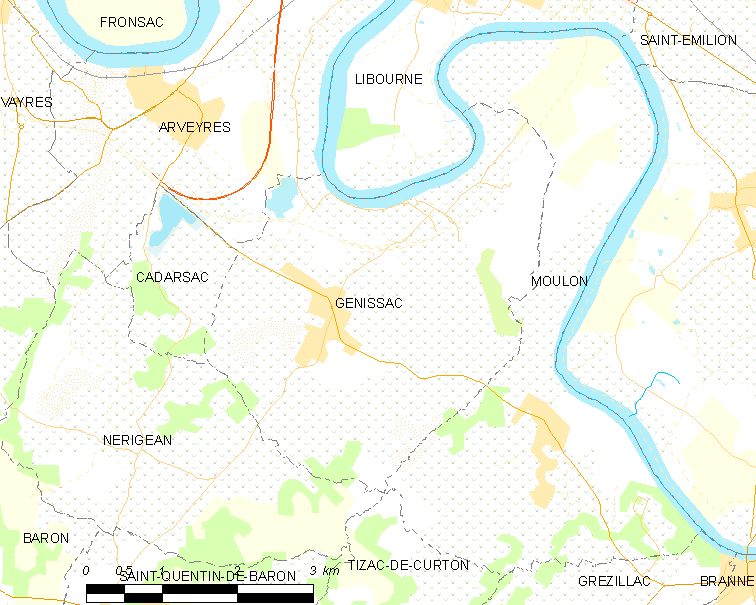
热尼萨克的OSM定位图

热尼萨克的时区为UTC+01:00、UTC+02:00（夏令时）。

## 行政
热尼萨克的邮政编码为33420，INSEE市镇编码为33185。

## 政治
热尼萨克所属的省级选区为多尔多涅山丘县。

## 人口

1962-2008年间热尼萨克人口变化图示

热尼萨克于2022年1月1日时的人口数量为2026人。